# Кемени, сын Лёринца
Кемени, сын Лёринца (венг. Lőrinc fia Kemény; умер между 1299 и 1302 годами) — венгерский барон в конце XIII века, который служил мастером виночерпиев в 1289 году. В эпоху феодальной анархии он был одним из самых могущественных землевладельцев в Южном Задунайском крае, особенно в комитате Баранья. От него произошел дворянский род Чеменьи.

## Семья
Кемени (также Кемен, Кемин или Кеминус) родился в дворянской семье, владевшей землями на юге Задунайского края, особенно в комитате Баранья. Его отцом был Лоуренс, известный военачальник и барон во время правления короля Белы IV, который занимал различные государственные должности в течение своей карьеры. У Кемени был брат Николас («Бако»). Кемени женился на неизвестной дочери Николаса Будмера, мастера стюардов с 1251 по 1256 год. У них было два сына, Лоуренс (II) и Конрад, оба еще были несовершеннолетними в 1302 году. Благодаря последнему Кемени и его жена были предками семьи Чемени, которая вымерла в начале XV века. У них также было две дочери, все еще незамужние в 1303 году.

## Карьера
Лоуренс умер где-то между 1274 и 1280 годами. И Кемени, и Николас были втянуты в конфликт с семьей Овари из рода (клана) Дьёр, который также владел большими участками в комитате Баранья. Воины Кемени сожгли и уничтожили три деревни Якаба Дьера — Дьюла, Великий и Малый Кеменд, убили шестерых его итальянских (или валлонских) крепостных, а также захватили и ограбили самого Якаба. Он выкупил свою свободу за 100 марок. В октябре 1285 года Печский капитул объявил действия Кемени незаконными и необоснованными и приказал возместить ущерб. Капитул также приговорил Кемени к 73-дневному тюремному заключению, начиная с 12 мая 1286 года, в доме, принадлежащем доминиканскому монаху из Печа. Согласно приговору, Кемени пришлось извиняться босиком, с расстегнутым ремнем, умоляя Якаба после его освобождения, но вполне вероятно, что приговор так и не был приведен в исполнение. Кемени также пришлось заплатить 200 марок в течение 1287 года.
Кемени был верным доверенным лицом короля Венгрии Ласло IV Куна. По словам монарха, Кемени служил королевскому двору, участвуя в различных военных экспедициях, но король не вдается в подробности об этом. Когда его зять Михаэль Будмер умер, не оставив потомков мужского пола, что также привело к исчезновению его рода, его поместья перешли к короне. Летом 1287 года король Ласло IV Кун подарил эти земельные владения — замок Харшань (или Сарсомлио) с его принадлежностями — Кемени. Среди окрестных деревень, из которых состояло владение Харшани, были Уг, Пермани, Тотволдь, Перечке, Боя, Хидвег и монастырь Святого Михаила. Кемени был назначен магистром виночерпиев к июню 1289 года. Кроме того, он также служил ишпаном округа Баранья, по крайней мере, с июня 1289 года по октябрь 1291 года. Впервые он упоминается в этом качестве, когда Ласло IV Кун возобновил вышеупомянутое пожертвование земли Кемени в июне 1289 года. Монарх сослался на его верную службу с «юношеского возраста» Кемени после смерти Иштвана V и его восхождения на венгерский престол (1272 г.), а также подчеркнул, что Кемени никогда не восставал против короля, несмотря на бурные политические условия (эпоха феодальной анархии). По просьбе его матери Елизаветы Куманской и жены Изабеллы Сицилийской, Ласло расширил список пожертвованных деревень для Кемени. Несколько поселений — Харшань, Бабочка, Вилагосберек, Керестеш, Банфалва, Белус, Уросфальва, Тёттеш, Хетень, Седерес , Рекас, Баркфалва, Летнек, Майс, Фейерту-эс-Чёстелек, вместе с рыбными прудами на реке Драва — были присоединены к владениям Харшани, соответственно.
После убийства короля Ласло IV Кемени поклялся в верности новому монарху Венгрии Андрашу III в 1290 году. Когда претендент прибыл в Венгрию, он принял его в своем поместье и был среди тех дворян, которые сопровождали его в Секешфехервар, где он был коронован. В начале 1291 года Кемени воевал в вспомогательных войсках за свой счет, которые были отправлены в Польшу, чтобы помочь Владиславу Локотку, герцогу Краковскому и Сандомирскому, в его объединительной войне против короля Чехии Вацлава II. Кемени также участвовал в королевской кампании против герцогства Австрии летом 1291 года, все еще имея титул ишпана графства Баранья. Из-за его военной службы король Андраш III подтвердил вышеупомянутые письма о пожертвованиях Ласло IV в августе 1291 года и октябре 1291 года, касающиеся замка Сарсомлио и владения Харшани.
В остальные годы его акты доминирования и насильственные действия сохранились в комитате Баранья. Когда его брат Николас незаконно захватил поместье Копач (современное Копачево, Хорватия) у Конрада Дьера, король Андраш III обеспечил соблюдение соглашения между Николаем и Конрадом, по которому он приказал Николаю вернуть деревню ее первоначальному владельцу. Однако Николай даже в 1300 году узурпировал Копача, потому что Кемени, который отвечал за соблюдение положения в качестве ишпана комитата Баранья, успешно саботировал это решение в соответствии с королевским указанием своему преемнику Яношу Чаку. Согласно хартии от ноября 1294 года, Кемени также был втянут в конфликт с Юлиушем Каном, занимавший тогда пост ишпана, чьи земельные владения он разорил. Их конфликт был урегулирован в арбитражном суде. Кемени снова называли испаном комитата Баранья с марта 1296 по июнь 1299 года . В этом качестве он и Короги разграбили и захватили несколько земель Конрада Дьера в 1296 году, включая Кеменд, Дьюла, Олаш и Палконья. В отместку за официальную жалобу Конрада Дьера Кемени и Филип Короги разрушили несколько его дополнительных земельных владений в этом районе, например, Грека и Чера. По данным следствия, кастеляны Кемени, Коппани из Сарсомлио и Ладислав, сын Велка (Уйвар [«Новый замок»], позже Матучина), также участвовали в набеге, разграбив и перенеся сокровища в Харшани, где располагалась укрепленная усадьба Кемени . Во время судебного разбирательства несколько земель Кемени были конфискованы — Пермани, Уг, Тотволги и Кёвешд — в качестве компенсации Конраду Дьеру, в соответствии с письмом королевского вице-судьи Иштвана в сентябре 1299 года, в то время как Кемени и его сообщники были вызваны на к королевскому двору. Кемени умер где-то до июля 1302 года, когда его брат Николас и его сыновья Лоуренс и Конрад были зарегистрированы как владельцы Csama и Harsány, соответственно. После проигранного судебного процесса против их родственницы Стефани Будмер (также внучки Конрада Дьера) обедневшая вдова Кемени заложила, а затем продала Фейерто примерно в октябре 1303 года своему фамильяру Ладиславу Хенчеи, чтобы вырастить двух осиротевших сыновей и выйти замуж за их двух дочерей.